# Wir waren Helden
Wir waren Helden (Originaltitel: We Were Soldiers) ist ein auf wahren Ereignissen beruhender Kriegsfilm, der von der Schlacht im Ia-Drang-Tal handelt, der ersten großen Schlacht des Vietnamkrieges. Der Film wurde nach seinem Erscheinen kontrovers diskutiert: Während Regisseur Randall Wallace und das gesamte Produktionsteam für sich in Anspruch nehmen, exakt nach Zeitzeugenberichten gearbeitet zu haben, wird dem Film in Kritiken immer wieder eine einseitige und patriotische Heldenverehrung vorgeworfen.

## Handlung
Eine französische Einheit wird 1954, im letzten Jahr des Ersten Indochina-Krieges, von den für ihre Unabhängigkeit kämpfenden Viet Minh überfallen. Der vietnamesische Kommandant Nguyen Huu An befiehlt seinen Soldaten, „alle zu töten, damit sie aufhören werden zu kommen“.
Elf Jahre später wird Harold G. Moore, Vater von fünf Kindern und Lieutenant Colonel der US-Armee, mit 400 Soldaten des 1. Bataillons des 7. Kavallerieregiments, das vormals General Custer in die Schlacht führte, nach Südvietnam geschickt. Ziel der Mission ist es, Feindkräfte aufzuspüren und zu vernichten. Erstmals sollen die Soldaten auf dem Luftweg mit Hubschraubern als Transportmittel in das Kampfgebiet geflogen werden. Dazu bildet Moore gemeinsam mit dem erfahrenen Sergeant Major Basil Plumley die Soldaten vorher aus. Die Ausbildung ist streng und Moore appelliert an ihre Kameradschaft, egal welcher Religion oder sozialer Herkunft der andere angehören möge. Viele sind noch sehr jung, zu jung. Moore beschwert sich bei seinem Vorgesetzten, dass ein Großteil seiner erfahrenen Truppe abgezogen worden ist und er mit zu viel unerfahrenen Leuten in den Kampf ziehen müsse. Der Gegner hätte dagegen seit 20 Jahren Kampferfahrung und verteidige seinen eigenen Boden.
Nachdem es bisher zu keinen größeren Kampfhandlungen gekommen ist, geraten sie am 14. November 1965 in einen Hinterhalt. Moore hat dies vorausgesehen, nachdem sich der gegnerische Aufklärer bei Beginn des Gefechts in die Berge zurückgezogen hatte. Da die Hubschrauber 30 Minuten an Flugzeit für die einfache Strecke benötigen, sind die ersten 60 Soldaten somit für einen Zeitraum von 60 Minuten (Rückflug und Anflug des zweiten Truppenkontingents) auf sich allein gestellt. Moore muss es wagen, denn auch er hat einen Einsatzbefehl. Er ist, wie er seinen Männern versprochen hatte, der Erste, der seinen Fuß auf das feindliche Gelände setzt. Als Landezonen wählt Moore eine flache Wiese, bezeichnet als Landezone „X-Ray“, die von kleinen Bäumen umgeben ist. Zu ihrer Verteidigung schießen die GIs sofort, obwohl sich nirgendwo etwas regt. Es gelingt den Soldaten, einen nordvietnamesischen Soldaten gefangen zu nehmen. Von ihm erfahren sie, dass der Ort, an den sie geschickt wurden, tatsächlich das Basislager für eine vietnamesische Armeedivision mit 4000 Mann ist.
Schon bald eröffnet der Feind das Feuer und was den Franzosen vor elf Jahren bereits zum Verhängnis wurde und in einem Massaker endete, droht nun auch den Amerikanern zu widerfahren. Moore wird von einer Übermacht bedroht und schon am ersten Tag der Schlacht gibt es zahlreiche Verluste. Der Feind hatte sich in einem unterirdischen Gängesystem in einem Berg versteckt und konnte daher so massiv zuschlagen. Nach Moores Plan sollten seine Kompanien „Alpha“ und „Bravo“ zum Fluss Ia Drang vorrücken, „Charlie“ nach Süden in Richtung des Berges. Die „Delta“-Kompanie als schwere Infanteriekompanie mit Mörsern und Maschinengewehren sollte als Reserve bei der Landezone bleiben. Der Gegner durchkreuzt diesen Plan und schneidet Moore und seine Leute von Nachschub ab. Erst bei einbrechender Dunkelheit gelangt ein Hubschrauber mit Kriegsberichterstatter Joseph L. Galloway zum Schlachtfeld. Vom Hubschrauber aus hatte er nachrückende Vietcong im Dschungel entdecken können. Durch diese Nachricht vorbereitet gelingt es, die Nordvietnamesen in dieser Nacht zurückzuschlagen und deren Angriff abzuwehren. Doch gleich am nächsten Morgen rücken neue Vietcong nach und der Beschuss geht weiter. Das Bataillon gerät mittlerweile von drei Seiten unter Beschuss und Moore lässt einen speziellen Code – Broken Arrow – funken. Das alarmiert alle verfügbaren amerikanischen Flugzeuge, den bedrohten Verband aus der Luft zu unterstützen. Die eintreffenden Bomber und Jagdflugzeuge bringen den Vietcong schwere Verluste bei. Durch einen Fehler des Tactical Aircontroller wird auch der Bataillonsgefechtsstand mit Napalm bombardiert, dabei werden amerikanische Soldaten getötet. Vom Ausmaß des Leids unter den Soldaten emotional mitgenommen, fotografiert Berichterstatter Galloway nicht mehr nur Motive heldenhafter GIs, sondern ebenso – und zunehmend – deren Qualen, Verletzungen und das Grauen des Krieges mit seinen unzähligen Toten. In einer Gefechtspause werden die Verwundeten versorgt und durch angeforderte Hubschrauber ausgeflogen. Moore erhält den Befehl, ebenfalls auszufliegen, um an einer Besprechung teilzunehmen, da man nicht will, dass ein hochrangiger Stabsoffizier in diesem Gefecht fällt, doch er widersetzt sich und erklärt, an die Seite seiner kämpfenden Männer zu gehören. Moore versucht anschließend, zwei vermisste Soldaten auf dem mit Toten übersäten Schlachtfeld zu suchen, kann sie jedoch nur noch tot bergen. Dabei muss er erkennen, dass einer seiner Offiziere für sein Versprechen gestorben war. Moore hatte vor ihrem Einsatz allen Soldaten zugesagt, niemanden zurückzulassen, egal ob tot oder lebendig. 2nd Lieutenant Jack Geoghegan wurde erschossen, als er einen toten Kameraden vom Schlachtfeld bergen wollte.
Das Hauptquartier will am dritten Tag des Gefechts Verstärkung schicken, doch Moore befürchtet, dass die Vietcong nur darauf warten und die frischen Einheiten unter Beschuss nehmen werden. Da diese aber auf einer anderen Landezone eintreffen, halten sich die Verluste in Grenzen. Im Gegenteil, denn die Unterstützung aus der Luft rettet Moore und vielen seiner Leute das Leben. Sie können zum ersten Mal die feindlichen Linien durchbrechen und haben zwischen sich und dem feindlichen Befehlsstand keine vietnamesischen Soldaten mehr. Befehlshaber Nguyen Huu An zieht sich daraufhin zurück und die Schlacht im Ia-Drang-Tal ist beendet. Moore lässt die Toten einsammeln und mit den Überlebenden ausfliegen. Es finden sich hier auch bereits erste Reporter ein und erwarten ruhmreiche Berichte von Moore. Dieser wendet sich jedoch wortlos ab und trauert um seine gefallenen Männer. Galloway wird daraufhin von seinen Kollegen interviewt und berichtet, was diese Männer hier geleistet hätten und wie diese gefallen sind. In Saigon gratuliert man Moore zu seinem großen Sieg, schickt ihn jedoch mit seinem erfolgreichen 7. Kavallerieregiment erneut in den Vietnamkrieg; für 235 Tage. Danach erst kann er zu seiner Familie zurückkehren.
Joseph L. Galloway berichtet der Welt über den Krieg in Vietnam, wie er es Lt. Colonel Harold „Hal“ G. Moore versprochen hat.
Im Abspann werden stellvertretend für alle Soldaten, die bei der Schlacht im Ia-Drang-Tal ihr Leben lassen mussten, 80 von ihnen namentlich aufgeführt.

## Produktion

### Literarische Vorlage
Wir waren Helden basiert auf dem ersten Teil des Buches „We Were Soldiers Once…And Young“ von Generalleutnant a. D. Harold („Hal“) G. Moore und des früheren UPI-Reporters Joseph L. Galloway.
25 Jahre nach den Kampfhandlungen im Ia-Drang-Tal, an denen Moore als Kommandeur des 1. Bataillon des 7. US-Kavallerie-Regiments, 3. Brigade der 1. luftbeweglichen Kavalleriedivision des US-Heeres und Galloway als Kriegsberichterstatter teilgenommen hatten, verfassten beide gemeinsam einen Augenzeugenbericht über den ersten größeren Zusammenstoß regulärer Einheiten des US-Militärs und der Nordvietnamesischen Armee (NVA) in der Zeit vom 14. bis 18. November 1965.
Das Buch gliedert sich in zwei Teile: Der erste Teil berichtet über den Luftlandeeinsatz von Oberstleutnant Moores 1. Bataillon des 7. US-Kavallerie-Regiments im Gebiet der sogenannten „Landezone X-Ray“. Der zweite, nicht im Film behandelte Teil des Buches, erzählt vom Schicksal des 2. Bataillons des Regiments, das dem Schwesterbataillon zur Hilfe geeilt war und am nächsten Tag während eines Patrouillenmarsches zu Fuß in einen Hinterhalt geriet.
Für dieses Buch verarbeiteten Moore und Galloway die offiziellen Berichte der beteiligten Einheiten und interviewten viele ehemalige Teilnehmer der Kämpfe, darunter auch die damaligen Befehlshaber der nordvietnamesischen Armee. Da das Werk aber aus dem Blickwinkel des US-Berufssoldaten geschrieben war, avancierte das Buch 1992 in den USA zum Bestseller.

### Produktionsdaten
Bis zum Frühjahr 2000 entstand eine Drehbuchadaption des Romans, für die der Drehbuchautor Randall Wallace verantwortlich zeichnete, der sich nach den oscarnominierten Büchern für das Mittelalter-Schlachtgemälde Braveheart und für Pearl Harbor erneut dem Kriegsfilm zuwandte. Wallace führte auch Regie; seine erst zweite Regisseurtätigkeit nach Der Mann in der eisernen Maske (The Man in the Iron Mask).
Paramount Pictures und Icon Entertainment übernahmen die Produktion. Die Dreharbeiten, unter anderem in Fort Benning, Georgia (heute: Fort Moore) und Fort Hunter Liggett, Kalifornien, dauerten vom 5. März bis zum 13. Juli 2001.
Kamera führte Oscarpreisträger Dean Semler, der zuvor bereits an Großproduktionen wie Der mit dem Wolf tanzt (Dances with Wolves) oder Waterworld beteiligt war. Für den Schnitt war William Hoy zuständig, der mit Wallace bereits bei Der Mann in der eisernen Maske zusammengearbeitet hatte.
Bei einem Budget von 75 Millionen US-Dollar ist die endgültige Fassung des Films, obwohl viele der Fakten des Buches im Film präsentiert werden, weder eine historisch korrekte Darstellung der Schlacht noch ist sie dem Buch völlig treu.

## Analyse
Das Handbuch Theologie und Populärer Film Bd. 1 zeigt im Beitrag zum zeitgenössischen Kriegsfilm auf, wie in Wir waren Helden das Bild einer idealen Gesellschaft für den Krieg gezeichnet wird.
Vordergründig wird im Film jedes politische Statement zum amerikanischen Engagement in Vietnam vermieden. Es gibt allerdings eine Sequenz, in der Moore seiner Tochter zu erklären versucht, was Krieg überhaupt bedeutet: „Wenn Menschen […] versuchen, anderen Menschen das Leben zu nehmen, dann haben Soldaten wie dein Daddy die Aufgabe, […] sie aufzuhalten.“
Durch die Kombination dieser Erklärung mit einer Geschichte, in der eine als „Sieg“ erkennbare Auseinandersetzung gezeigt wird, entsteht eine Kriegs-Utopie: Der Vietnamkrieg, wie er hätte sein sollen.
Für den Verlauf des Films lässt sich die Darstellung der „idealen Kriegsfamilie“ nachzeichnen. Parallel zur Geschichte der Soldaten, die hochmotiviert und siegesbewusst in den Krieg ziehen, wird das Bild der Heimat gezeigt.
So finden sich im Film nur Familien, die ihre Soldaten vorbehaltlos unterstützen. Die Frauen sind Hausfrauen, die es gewohnt sind, sich um die Kinder zu kümmern und auf die Männer zu warten. Entsprechend zeigt der Film die Frauen immer wieder bei verschiedenen hausfraulichen Tätigkeiten. Das Wichtigste, was im Kreis der Offiziersfrauen zu besprechen ist, ist die Frage nach Einkaufsmöglichkeiten und nach Möglichkeiten zum Wäschewaschen. Dass der Waschsalon der Stadt nur für Weiße ist, kann eine farbige Offiziersgattin nicht daran hindern, sich voll und ganz hinter die US-Streitkräfte zu stellen. Es passt zum Tenor des Films, dass diese farbige Offiziersgattin bereits 1965 vorbehaltlos von allen anderen (weißen) Offiziersfrauen akzeptiert wird.
Die (Haus-)Frauen warten treu bangend auf die Rückkehr ihrer Männer, und selbst beim Erhalt der Todesnachricht ist von den Frauen keinerlei Kritik am Krieg zu hören. Zusätzlich ist in jeder dieser „Telegramm-Szenen“ eine US-Flagge zu sehen, um zu verdeutlichen, dass die Opfer auf keinen Fall sinnlos waren.
Ebenfalls zu dieser idealen Kriegsfamilie gehört ein Idealbild der Presse in Gestalt des Reporters Galloway. Nur er, der selbst ein Gewehr in die Hand zu nehmen und sich zu verteidigen weiß, ist in der Lage, die „Leistung“ der Soldaten angemessen darzustellen: Krieg ist eine ehrenhafte Sache, an der Kritik zu üben unangebracht ist.

Nicht zuletzt wird auch die Religion als stabilisierendes System präsentiert. Lieutenant Geoghegan, gerade Vater geworden, spricht gegenüber Moore die Hoffnung aus, er werde „Waisen […] beschützen und nicht […] machen.“ Das folgende Gebet Moores beinhaltet jedoch keine Bitte um Einsicht zu richtigem Handeln, sondern eine Bitte um den Schutz der eigenen Soldaten im Kampf. Auf die Spitze getrieben wird dieses „Gebet“ durch einen Zusatz, der die Feinde betrifft: 

„Hilf uns, diese Mistkerle zum Teufel zu jagen.“

Mit Hilfe dieser Elemente gelingt es Wir waren Helden, eine versöhnende Verarbeitung des Vietnamkriegs zu unternehmen und gleichzeitig die ideale Gesellschaft – bestehend aus Soldaten, Reportern, Frauen und Kindern – für einen Krieg vorzustellen. Dabei bleiben kritische Fragen zum militärischen Einsatz genauso unberücksichtigt wie die Warnung vor dem Krieg im Allgemeinen.

## Kritiken
Das Lexikon des internationalen Films schrieb: „Ein patriotisch-militaristischer Film nach einem Tatsachenbericht, der im Nachhinein das Image der US-Armee aufpolieren will. Dabei entlarvt er unfreiwillig die schauspielerischen Schwächen seines Hauptdarstellers.“
Jan Distelmeyer wertete bei Zeit online: „Was diesen Film so verlogen und zum Tiefpunkt des zeitgenössischen Kriegskinos macht, hat nicht allein mit der aufgeladenen Ikonografie zu tun. Es ist vielmehr die Kombination von Heldentum, Kriegsszenario und seinem Schauplatz: Vietnam. In der langen Geschichte des Vietnamkriegfilms hat es noch nie einen derart untadeligen Staroffizier wie den Superdaddy Colonel Moore gegeben. […] weil Moore eben kein Schlappschwanz ist, sondern der Mann, der nach John Wayne in Die grünen Teufel (1968) und Sylvester Stallone in Rambo II – Der Auftrag (1986) den verlorenen Vietnamkrieg für die USA gewinnen wird, dreht sich der Spieß um. […] Als Offizier und Familienvater hat Mel Gibson damit offiziell jenen Traum verwirklicht, der in Rambo II nur nachträglich durch einen Außenseiter hatte geträumt werden dürfen.“
Bei der Rhein-Zeitung meinte Wolfgang Hübner: „Was Regisseur und Drehbuchautor Randall Wallace sowie Gibson dazu veranlasst hat, daraus einen ebenso konventionellen wie in der Tendenz einseitigen Kriegsfilm zu machen, bleibt unerfindlich. […] Für deutsche Zuschauer allerdings gibt es sehr wenig Grund, sich mit Gibson und seinen ‚Helden‘ in die Schlacht zu begeben.“
Oliver Hüttmann vom Spiegel urteilte: „In seinem Vietnam-Drama ‚Wir waren Helden‘ versucht Regisseur Randall Wallace dem Krieg ein menschliches Antlitz zu verleihen und gleichzeitig die brutale Gewalt der Kampfeinsätze zu schildern. Der ambitionierte Spagat gerät dem Pearl Harbor-Autor zum melodramatischen Schmierentheater.“

## Musik
Das zu Beginn des Abspanns zu hörende Anthem The Mansions of the Lord stammt von Regisseur und Drehbuchautor Randall Wallace (Text) und Komponist Nick Glennie-Smith (Musik). Am 11. Juni 2004 wurde das Stück zum Abschluss des Trauergottesdienstes für Ronald Reagan in der Washington National Cathedral vom United States Armed Forces Chorus gesungen.
In der Szene der Abschiedsfeier des Regiments wird der Song Hold On, I’m Comin’ auf der Bühne gespielt, der allerdings erst im Jahr nach den Ereignissen des Films veröffentlicht wurde.

## Synchronisation
Die deutschsprachige Synchronisation entstand bei der FFS Film- & Fernseh-Synchron nach dem Dialogbuch von Hartmut Neugebauer, der auch die Dialogregie übernahm.
| Rolle                          | Darsteller       | Synchronsprecher         |
| ------------------------------ | ---------------- | ------------------------ |
| Lt. Col. Hal Moore             | Mel Gibson       | Frank Glaubrecht         |
| Julie Moore                    | Madeleine Stowe  | Elisabeth Günther        |
| Sgt. Maj. Basil Plumley        | Sam Elliott      | Joachim Höppner          |
| Maj. Bruce ‘Snake’ Crandall    | Greg Kinnear     | Gudo Hoegel              |
| Offizier des Nachrichtendienst | Tim Abell        | Walter von Hauff         |
| Barbara Geoghegan              | Keri Russell     | Veronika Neugebauer      |
| Capt. Ed ‘Too Tall’ Freeman    | Mark McCracken   | Thomas Albus             |
| Capt. Tom Metsker              | Clark Gregg      | Marc Stachel             |
| Captain Matt Dillon            | Jon Hamm         | Andreas Borcherding      |
| Captain Robert Edwards         | Dylan Walsh      | Ole Pfennig              |
| Captain Tony Nadal             | Jsu Garcia       | Frank Röth               |
| Catherine Metsker              | Bellamy Young    | Carin C. Tietze          |
| Galen Bungum                   | Blake Heron      | Stefan Günther           |
| General Henry Kinnard          | Jim Grimshaw     | Hartmut Neugebauer       |
| Joe Galloway                   | Barry Pepper     | Philipp Moog             |
| Lt. Charlie Hastin             | Robert Bagnell   | Matthias Klie            |
| Lt. Henry Herrick              | Marc Blucas      | Matti Klemm              |
| Lt. Jack Geoghegan             | Chris Klein      | Marc Oliver Schulze      |
| Militärberater                 | Keith Szarabajka | Ekkehardt Belle          |
| Sgt. Ernie Savage              | Ryan Hurst       | Claus-Peter Damitz       |
| Specialist Robert Oullette     | Josh Daugherty   | Hubertus von Lerchenfeld |